# Візінг
Візінг (нім. Wiesing) — громада округу Швац у землі Тіроль, Австрія.
Візінг лежить на висоті 566 м над рівнем моря і займає площу 10,36 км². Громада налічує 2039 мешканців.
Густота населення 197/км².
Громада Візінг розташована в середині долини річки Інн, на північ від неї, біля підніжжя гір Рофан. До громади крім містечка Візінг належать села Ерлах і Рофанзідлунг.
|                                 |
| Візінг на мапі округу та землі. |

 Адреса управління громади: Dorf 19, 6210 Wiesing.